# فكتور سحاب
فكتور موسى سحّاب، هو باحث ومؤرخ وناقد موسيقي فلسطيني لبناني.

## مسيرته
مولود في يافا بفلسطين، لأب لبناني وأم فلسطينية، وقد تحدث في إحدى الحوارات عن طفولته بيافا عام 1948، يوم كسر الصهاينة الكمنجتين وآلة البيانو التي كان يملكها جده القسّ (والشاعر والخطّاط أيضاً) عطا الله زبانة، وقال أنها «بكى لذلك كمن يبكي أولاده». وكانت والدته تستمع دوماً إلى التراتيل البروتستانتية وأعمال باخ وهايدن الدينية، ويعتبر أن ذلك وضعه على أول سكة البحث والتأريخ والكتابة والتوثيق وحفظ التراث العربي الموسيقي من الاندثار.
وهو نائب رئيس مجلس الموسيقى الدولي (اليونسكو) منذ 2005، وعضو في وفد لبنان إلى مجمع الموسيقى العربية. حصل على دكتوراه دولة لبنانية في التاريخ العربي قبل الإسلام، وحائز على منحة فولبرايت الأميركية للأبحاث (1989)، وهو باحث زائر في جامعة جورجتاون واشنطن، 1989. كان مدير البرامج في إذاعة لبنان (وزارة الإعلام). له 20 كتابا معظمها في تاريخ أديان المشرق العربي، وفي تاريخ الموسيقى العربية المعاصرة، منها «إيلاف قريش رحلة الشتاء والصيف» و«موسوعة أم كلثوم» و«السبعة الكبار في الموسيقى العربية المعاصرة»، وغيرها، ودراسات ومقالات منشورة منذ سبعينيات القرن الماضي. وحاضر 14 سنة، في عدد من الجامعات في لبنان.
عام 1973، كلّفه رامز خازن الذي كان يومها مديراً عاماً في وزارة الإعلام، بإعداد حلقات عن التراث اللبناني ضمن برنامج «البث المباشر» على الإذاعة اللبنانية.
أشار فكتور سحاب في كتابه "السبعة الكبار" إلى أنه أحصى 15 أغنية سياسية ووطنية لحنها وغناها محمد عبد الوهاب في الحقبة الملكية، معظمها من تحف الغناء الوطني منها: "نشيد الجهاد 1945، "هل السلام بمواعيدك 1945"، "أنشودة الشباب" 1947، وقال سحاب أن النظام الملكي منع أغنيات وطنية لعبد الوهاب منها "أنشودة دمشق"، و"إلام الخلف"، وقصيدة "فلسطين" و "نشيد الحرية"، وانتقد سحاب الاعتقاد الشائع بأن عبد الوهاب كان "انتهازيا" وأنه غنى للملوك، واصفا إياها بشائعات غير صحيحة.

## آراؤه
في سنة 2017، انتقد فكتور سحاب مستوى الأغنية العربية الحالي، واعتبر أنه على الرغم من استمرار التعبير عن المشاعر القومية، إلاأن ذلك لا يشفع لما وصفه برداءة المستوى. واقتبس مقولة جمال عبد الناصر عندما قال: «الغناء الملتزم هو الغناء الذي يرتقي بثقافة الشعب حتى لو لم يرفع شعارا وطنيا». كما رفض فيكتور سحاب وشقيقه قائد الأوركسترا الموسيقى سليم سحاب، وإلياس سحاب اتهامات الجناح العربى بمنظمة اليونسكو لمحمد عبد الوهاب، بسرقة 13 لحنا له من الموسيقى الغربية، واستعرض الفارق بين استلهام التراث وبين الموسيقى في التراث الأوروبى الكلاسيكى، وانتهى إلى أن نمط استلهام عبد الوهاب في النماذج التي عبر بها، وغيرها، هو أشبه بنمط الاستلهام المقبول في الموسيقى الكلاسيكية، وأن المعايير التي استند إليها «المسربون» إذا قبلت [ويقصد الذين سربوا وثيقة اليونسكو عن الأمر] لصار كل عظماء الموسيقى في أوروبا «سارقين». وأشاد فيكتور سحاب بتطوير عبد الوهاب «مع رفاق له من عظماء النغم للموسيقى العربية في مرحلة اشتدت فيها ضغوط الغزو الثقافى والفنى، حتى أضحى الاستسلام لغزو النغم جزءا من الاستسلام الثقافى والسياسى العام، فأصبح تطوير التراث العربى الموسيقى نوعا من أنواع المقاومة السياسية للغزو الأجنبي». ورغم إصداره كتاباً عن زكي ناصيف ووديع الصافي، وكذلك عن صباح، إلا أنّ فكتور سحاب ينظر إلى عبد الوهاب على أنّه ظاهرة، ويعتبره أهمّ ملحّن ومغنّ، ويرى أنه «الذي طوّر القصيدة العربية (من «يا جارة الوادي»/ 1927 إلى «الجندول» 1939) لا رياض السنباطي كما يعتقد كثيرون».

## كتبه المنشورة
- عن القومية والمادية والدين (1980 المؤسسة العربية للدراسات والنشر)[7][8]
- من يحمي المسيحيين العرب؟ (1981 دار الوحدة)[9][10]
- ضرورة التراث (1984 دار العلم للملايين)[11]
- وحدة المجتمع في الإسلام (1984 دار العلم للملايين)[12]
- أزمة الإعلام الرسمي العربي ـــ النموذج اللبناني (1985 دار الوحدة)[13][14]
- العرب وتاريخ المسألة المسيحية (1986 دار الوحدة)[15][16]
- السبعة الكبار في الموسيقى العربية المعاصرة (1987 دار العلم للملايين) ـــ أطروحة ماجيستير في التاريخ[17][18]
- التقاليد والمعتقدات والحرف الشعبية في فلسطين قبل 1948 (1990 الموسوعة الفلسطينية، ثم 1992 دار الحمراء)[19][20]
- الفكر السياسي الفلسطيني بعد 1948 (1990 الموسوعة الفلسطينية)
- إيلاف قريش رحلة الشتاء والصيف (1992 المركز الثقافي العربي) ـــ أطروحة دكتوراه دولة في التاريخ[21][22]
- وديع الصافي (1996 دار كلمات)[23][24]
- مؤتمر الموسيقى العربية الأول القاهرة 1932 (1997 الدار العالمية للكتاب)[25][26]
- الأنواع والأشكال في الموسيقى العربية (1997 دار الحمراء، كتاب + 4 أشرطة)[27][28]
- أغنيات نزار قباني (1998 دار الحمراء، كتاب + 4 أشرطة)[29]
- أثر الغرب في الموسيقى العربية (1999 دار الحمراء، كتاب + 4 أشرطة)[30][31]
- موسوعة أم كلثوم (2004 دار موسيقى الشرق، مع الياس سحّاب، 3 مجلدات):[32][33]
- الجزء الأول (المجلد الأول): السيرة الشخصية والفنية.[34]
- الجزء الثاني 1 (المجلد الثاني): الأغاني 1924-1940[35]
- الجزء الثاني 2 (المجلد الثالث): الأغاني 1941-1973.[36]
- أضواء على السينما الغنائية العربية (1932 - 1960)، دار نلسن.[37][38]
- زكي ناصيف الموهوب العالم، دار نلسن.[39][40]
- الشحرورة صباح؛ نجمة النهضتين المصرية واللبنانية، دار نلسن.[41][42]
- ساطع الحصري من الفكرة العثمانية إلى العروبة (تعريب)، دار الوحدة.[43]
- فلسطين: أربعة آلاف عام في التاريخ (ترجمة)، مركز دراسات الوحدة العربية.[44]
- الجولات الضائعة: قصة المفاوضات اللبنانية-الاسرائلية من مدريد إلى واشنطن (محاضر ووثاثق) (ترجمة)، الفرات للنشر والتوزيع.[45]
- التحدي العالمي (ترجمة)، المؤسسة العربية للدراسات والنشر، 1980.[46]
- كاسترو يتكلم. قضايا الثورة السياسية والاقتصاد كما يعبر عنها زعيم كوريا (ترجمة)، دار الآداب.[47]
- ضرورة الذات، دار العلم للملايين.[48]
- التحدي الأمريكي (ترجمة)، مكتبة النهضة.[49]
- دولة المصارف: تاريخ لبنان المالي (ترجمة)، مركز دراسات الوحدة العربية.[50]
- السينما والنص الموسيقي، بيروت، لبنان: مركز دراسات الوحدة العربية، 2014[51]
- الأسعار والعائدات والعقود النفطية في البلاد العربية وإيران، المؤسسة العربية للدراسات والنشر، بيروت، 1982.[52]
- كتاب الصحة لجميع النساء، المؤسسة الحديثة للكتاب، بيروت، 2001.[53]
- علم التاريخ العربي الحديث: الخطاب التاريخي والدولة الأمة، مركز دراسات الوحدة العربية، بيروت، 2019.[54]
- تفيك الاشتراكية العربية (ترجمة)، مركز دراسات الوحدة العربية، بيروت، 2000.[55]
- محمد عبد الوهاب: سيرة موسيقية، ريشة للنشر والتوزيع، القاهرة، 2021.[56]
- سوق عكاظ، عنقاء الجزيرة العربية، المحترف السعودي، جدة، 2011.[57]

## وصلات خارجية
- مقالاته في مجلة القافلة.